# Rădulești, Ialomița
Rădulești este satul de reședință al comunei cu același nume din județul Ialomița, Muntenia, România.
Localitatea este atestată documentar într-un pergament cu pecete timbrată (35 cm X 37 cm), care se află în Biblioteca Academiei Române, emis de Mihai Viteazul în anul 1593, luna noiembrie, ziua 17.

În 1956 localiatea era denumită Rădulești iar din 1956 până în 1960 Rădulești Filitis. În 1960 i se schimbă numele în Brazii. În 2011, în urma unui referendum, s-a revenit la vechiul nume de Rădulești.